# Seven de la República
El Seven de la República (también conocido como Seven de Paraná o Seven Nacional de Rugby) es un torneo de rugby en la modalidad rugby 7, organizado por la Unión Argentina de Rugby (UAR), entre los seleccionados de las uniones regionales de rugby del país. La modalidad masculina comenzó a disputarse en 1981 y la modalidad femenina comenzó a realizarse en 2016.  
A partir de 1986 también empezaron a intervenir seleccionados de países de la región como Brasil, Chile, Paraguay, Perú y Uruguay. Desde 1988 se celebra en la sede de El Plumazo del Club Atlético Estudiantes en Paraná, Entre Ríos.
El torneo tiene también competencias juveniles e infantiles a través de torneos y partidos de exhibición. Algunas de estas modalidades han pasado a adquirir un carácter oficial y convertirse en su propio torneo, tal es el caso del Seven de la República Femenino Juvenil.
Es considerado el torneo de rugby 7 más importante de la Argentina.

## Historia

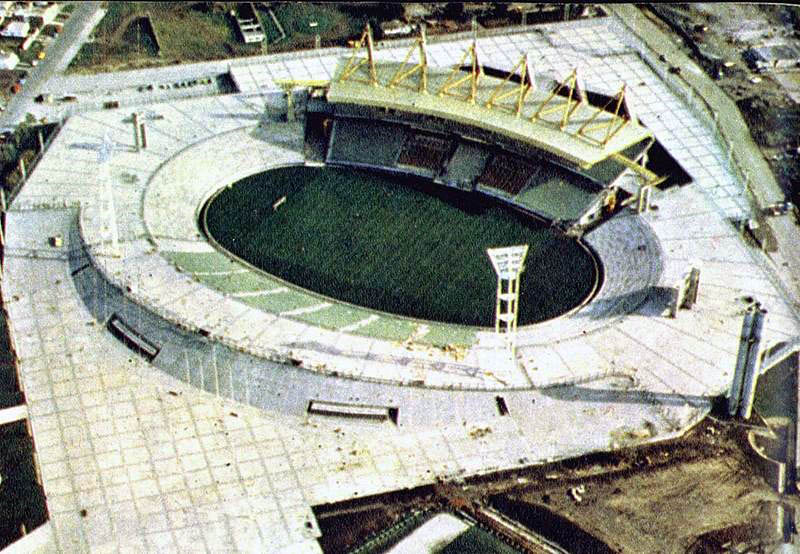
Estadio Mundialista José María Minella, sede del torneo en 1986.

El torneo comenzó a disputarse en 1981 exclusivamente en la modalidad masculina. En el mismo aňo que un seleccionado argentino participara por primera vez del Seven Internacional de Hong Kong, la Unión Argentina de Rugby organizó el primer Seven de la República en noviembre de 1981, del cual participaron 16 equipos (catorce elencos provinciales y dos bonaerenses). Se reunieron así en un solo lugar a los mejores jugadores de cada región del país, al igual que sus entrenadores y dirigentes en un transcendental evento caracterizado por su camaradería. Como resultado, se decidió repetir la competencia anualmente como el evento que cierra la temporada de rugby en Argentina, tradición que se mantiene hasta la actualidad y que se ha expandido a congregar y/o capacitar a árbitros, médicos y periodistas.
Durante sus primeras seis ediciones, la sede del torneo fue rotando entre distintas localidades del territorio bonaerense. Se decidió que el torneo debería ser organizado por alguna de las "Uniones del Interior" cada vez que Buenos Aires fuese sede de los partidos finales del Campeonato Argentino de Rugby, razón por la cual los torneos de 1986 y 1987 fueron hospedados y co-organizados por la Unión de Rugby de Mar del Plata.
La rotación llevó a que, en 1988, el torneo llegara a Paraná (Entre Ríos) en las instalaciones del Estudiantes de Paraná, club tradicional e histórico para el rugby entrerriano. Tal fue la satisfacción de la UAR con la organización, calidez e instalaciones del torneo que Paraná pasaría a convertirse en la sede de facto de la competición, albergándola por más de 30 años bajo la conducción de la Unión Entrerriana de Rugby.
En 2016 el torneo comenzó a disputarse también en su modalidad femenina. El torneo no se realizó en 1985, 1991, 2005 y 2020 (en este caso debido a la pandemia).

## Modalidad femenina
En su modalidad femenina el Seven de la República es disputado por 12 uniones miembros de la Unión Argentina de Rugby.

## Modalidad masculina
En su modalidad masculina el Seven de la República es disputado por las 25 uniones miembros de la Unión Argentina de Rugby y varias selecciones nacionales provenientes de Sudamérica Rugby, como Brasil, Chile, Paraguay, Perú y Uruguay.

## Campeonatos
| Año    | Campeón        | Resultado   | Subcampeón    | Semifinalista             | Cant. equipos |
| ------ | -------------- | ----------- | ------------- | ------------------------- | ------------- |
| 1981   | Capital        | 20 - 6      | Provincia     | lig.                      | 16            |
| 1982   | Buenos Aires B | G.P. - P.P. | Mar del Plata |                           | 16            |
| 1983   | Capital        | 18 - 16     | Provincia     |                           | 13            |
| 1984   | Córdoba        | 16 - 12     | Entre Ríos    |                           | 12            |
| 1986   | Capital        | 32 - 6      | Mar del Plata |                           | 16            |
| 1987   | Provincia      | 22 - 16     | Cuyo          | Córdoba Capital           | 20            |
| 1988   | Cuyo           | 34 - 6      | Noreste       | Rosario Tucumán           | 18            |
| 1989   | Buenos Aires   | 20 - 18     | Tucumán       | Rosario Cuyo              | 20            |
| 1990   | Buenos Aires   | 24 - 12     | Córdoba       | Noreste Cuyo              | 15            |
| 1992   | Noreste        | 31 - 12     | Rosario       | Tucumán Córdoba           | 20            |
| 1993   | Buenos Aires   | 24 - 12     | Córdoba       |                           | 18            |
| 1994   | Buenos Aires   | 38 - 19     | Rosario       | Noreste Córdoba           | 19            |
| 1995   | Rosario        | 31 - 7      | Buenos Aires  |                           | 23            |
| 1996   | Buenos Aires   | 38 - 21     | Cuyo          | Noreste Rosario           | 23            |
| 1997   | Rosario        | 28 - 19     | Buenos Aires  | San Juan Salta            | 24            |
| 1998   | Rosario        | 21 - 7      | Buenos Aires  | Cuyo Mar del Plata        | 24            |
| 1999   | Buenos Aires   | 19 - 0      | Rosario       | San Juan Cuyo             | 25            |
| 2000   | Rosario        | 26 - 14     | Cuyo          | San Juan Córdoba          | 23            |
| 2001   | Buenos Aires   | 28 - 7      | Mar del Plata | Rosario Santa Fe          | 25            |
| 2002   | Salta          | 14 - 12     | Buenos Aires  | Tucumán Mar del Plata     | 28            |
| 2003   | Buenos Aires   | 31 - 7      | Mar del Plata | Cuyo Santa Fe             | 24            |
| 2004   | Buenos Aires   | 5 - 0       | Córdoba       | Cuyo Santa Fe             | 25            |
| 2006   | Buenos Aires   | 12 - 7      | Córdoba       | Cuyo Uruguay              | 24            |
| 2007   | Cuyo           | 24 - 7      | Mar del Plata | Córdoba Buenos Aires      | 25            |
| 2008   | Buenos Aires   | 17 - 10     | Córdoba       | Mar del Plata Rosario     | 24            |
| 2009   | Rosario        | 18 - 5      | Tucumán       | Salta Cuyo                | 27            |
| 2010   | Córdoba        | 33 - 19     | Cuyo          | Tucumán Rosario           | 32            |
| 2011   | Salta          | 7 - 5       | Tucumán       | Rosario Córdoba           | 24            |
| 2012   | Buenos Aires   | 24 - 7      | Entre Ríos    | Tucumán Salta             | 28            |
| 2013   | Buenos Aires   | 28 - 7      | Salta         | Entre Ríos Rosario        | 24            |
| 2014   | Buenos Aires   | 7 - 5       | Tucumán       | Entre Ríos Córdoba        | 24            |
| 2015   | Buenos Aires   | 31 - 10     | Santa Fe      | Entre Ríos Tucumán        | 24            |
| 2016 M | Cuyo           | 14 - 5      | Buenos Aires  | Entre Ríos Córdoba        | 24            |
| 2016 F | Buenos Aires   | 19 - 0      | Córdoba       | Tucumán Santa Fe          | 12            |
| 2017 M | Tucumán        | 21 - 12     | Córdoba       | Buenos Aires T. del Fuego | 26            |
| 2017 F | Buenos Aires   | 29 - 7      | Santa Fe      | Tucumán Córdoba           | 12            |
| 2018 M | Córdoba        | 19 - 12     | Tucumán       | Noreste Rosario           | 28            |
| 2018 F | Tucumán        | 14 - 5      | Buenos Aires  | Alto Valle Córdoba        | 12            |
| 2019 M | Tucumán        | 12 - 8      | Uruguay       | Córdoba Noreste           | 28            |
| 2019 F | Tucumán        | 24 - 0      | Buenos Aires  | Alto Valle Andina         | 12            |
| 2021 M | Buenos Aires   | 26 - 14     | Tucumán       | Santa Fe Córdoba          | 28            |
| 2021 F | Buenos Aires   | 24 - 19     | Tucumán       | Córdoba Cuyo              | 12            |
| 2022 M |                |             |               |                           |               |
| 2022 F |                |             |               |                           |               |

## Estadísticas

### Palmarés

#### Masculino
| Equipo           | Campeón | Subcampeón | Semifinales |
| ---------------- | ------- | ---------- | ----------- |
| Buenos Aires     | 16      | 5          | 2           |
| Rosario          | 5       | 3          | 9           |
| Córdoba          | 3       | 6          | 10          |
| Cuyo             | 3       | 4          | 8           |
| Capital          | 3       |            | 1           |
| Tucumán          | 2       | 6          | 6           |
| Salta            | 2       | 1          | 3           |
| Provincia        | 1       | 2          |             |
| Noreste          | 1       | 1          | 5           |
| Buenos Aires B   | 1       |            |             |
| Mar Del Plata    |         | 5          | 3           |
| Entre Ríos       |         | 2          | 4           |
| Santa Fe         |         | 1          | 4           |
| Uruguay          |         | 1          | 1           |
| San Juan         |         |            | 3           |
| Tierra del Fuego |         |            | 1           |

1. ↑  Entre 1989 y 1995 Buenos Aires era el equipo representativo de la UAR. A partir de 1996, pasaría a ser el equipo representativo de la URBA.
2. ↑  Fue un equipo representativo de la UAR hasta 1988.
3. ↑  Fue un equipo representativo de la UAR hasta 1988.
4. ↑  También conocido como Invitación VII, participó en 1982 como un equipo suplente perteneciente a la UAR.

#### Femenino
| Equipo       | Campeón | Subcampeón | Semifinales |
| ------------ | ------- | ---------- | ----------- |
| Buenos Aires | 3       | 2          |             |
| Tucumán      | 2       | 1          | 2           |
| Córdoba      |         | 1          | 3           |
| Santa Fe     |         | 1          | 1           |
| Alto Valle   |         |            | 2           |
| Andina       |         |            | 1           |
| Cuyo         |         |            | 1           |

### Otros títulos
Como es tradición en rugby 7, además de la competencia principal se entregan trofeos secundarios en competencias que involucran a equipos eliminados, determinando a la vez su posicionamiento final. 
| Equipo              | Copa de Plata | Copa de Bronce | Copa Posic. | Zona Ascenso | Zona Estímulo | Total |
| ------------------- | ------------- | -------------- | ----------- | ------------ | ------------- | ----- |
| Cuyo                | 2             | 3              | 2           |              |               | 7     |
| Salta               | 3             | 1              |             | 1            |               | 5     |
| Rosario             | 2             | 2              | 1           |              |               | 5     |
| Tucumán             | 2             | 2              |             |              | 1             | 5     |
| Buenos Aires        | 4             |                |             |              |               | 4     |
| Noreste             | 1             | 2              | 1           |              |               | 4     |
| Chile               | 1             | 1              |             | 1            | 1             | 4     |
| Mar Del Plata       | 2             |                | 1           |              |               | 3     |
| Santa Fe            | 1             | 2              |             |              |               | 3     |
| San Juan            | 1             | 1              |             |              | 1             | 3     |
| Misiones            |               | 2              |             | 1            |               | 3     |
| Uruguay             |               | 1              | 1           | 1            |               | 3     |
| Sur                 |               | 1              |             | 1            | 1             | 3     |
| Paraguay            |               | 1              |             |              | 1             | 2     |
| Entre Ríos B        |               |                | 1           |              | 1             | 2     |
| Lagos del Sur       |               |                |             | 2            |               | 2     |
| Córdoba             | 1             |                |             |              |               | 1     |
| Entre Ríos          | 1             |                |             |              |               | 1     |
| Tierra del Fuego    | 1             |                |             |              |               | 1     |
| Andina              |               | 1              |             |              |               | 1     |
| Brasil              |               | 1              |             |              |               | 1     |
| Entre Ríos Rojo     |               | 1              |             |              |               | 1     |
| Chubut              |               |                | 1           |              |               | 1     |
| Santiago del Estero |               |                | 1           |              |               | 1     |
| Formosa             |               |                |             | 1            |               | 1     |